# Татевский магал
Татевский магал (арм. Տաթևի մահալ, азерб. Tatev mahalı) — один из магалов Карабахского ханства. В настоящее время его территория входит в состав Сюникской области Армении.

## Краткая информация
- Год создания — 1752 год
- Центр — село Татев
- Крупные населенные пункты — Шинатаг, Шингер, Хот, Лор, Танзатап, Хализур, Горис,Хндзореск, Али-Кули-Ушагы, Али-Кули-Кенди, Караундж, Хознавар, Яйджы.
- Соседние магалы — на западе — Сисянское, на севере — Даралязское, на востоке Карачорлинское, на юге Баргушадское магалы.

## Происхождение названия
Есть три версии происхождения названия обители. Согласно одной из них, «Татев» переводится с армянского как «Даст крылья». Поговаривают, что, завершив работу, мастер-строитель встал на край ущелья, перекрестился, произнес: «Огни, Сурб, та тэв» («Да ниспошлет Святой Дух крылья!»), — и бросился в бездну. Выросли у мастера крылья, он улетел, а построенный им монастырь назвали Татев. Вторая версия связана с именем святого Евстатеоса (Евстафия), ученика апостола Фаддея, проповедовавшего христианство в Армении. В этих местах миссионер принял мученическую смерть, а в IV веке над его могилой был возведен храм, который освятил Григор Лусаворич (святой Григорий Просветитель). Руины храма сохранились за крепостными стенами, неподалеку от входа в обитель.

## История
Основано в 1752 Панах Али-ханом. В начале XVIII века территория магала входила в состав Сефевидской империи, внутри которой, была одним из центров армянского Капанского меликства, в котором жили этнические армяне.
Карабахское ханство состояло из 25 магалов — 1) Джеваншир-Дизак, 2) Хырдапара-Дизак, 3) Дизак, 4) Дизак-Джабраиллы, 5) Чулундур, 6) Пусиян, 7) Мехри, 8) Бергюшад, 9) Гарачорлу, 10) Багабюрд, 11) Кюпара, 12) Аджанан-Тюрк, 13) Сисиан, 14) Татев, 15) Варанда, 16) Хачын, 17) Челебиюрд, 18) Талыш, 19) Коланы, 20) Демирчигасанлы, 21) Ийирмидеорд, 22) Отузики, 23) Кебирли (I), 24) II Кебирли (II) и 25) Джеваншир.
Магалами управляли наибы, а селениями в составе магалов — кедхуды и коха. Наибы и мелики являлись вассалами хана. Они не имели права издавать собственные фирманы (указы), чеканить монету, вести внешнюю политику. Им разрешалось лишь осуществлять определенные функции в своих владениях и иметь военные отряды, которые, при необходимости, предоставлялись в распоряжение хана.
Наибы магалов были наделены административно-управленческими функциями: распределяли суммы податей и повинности между селами своего магала; оберегали богатства вверенной их управлению территории; решали спорные вопросы, отправляли правосудие; собирали отряды для ханского войска и обеспечивали его всем необходимым. Исходя из этого наибы считали себя полноправными хозяевами магала, что способствовало их центробежным устремлениям, и при ослаблении ханской власти они обретали независимость. Наибы за службу из казны ничего не получали, а оставляли себе десятую часть собранных податей.
Основой нового магала стало наследственное владение азербайджанского рода Дунбули. Один из них Кара Муртуза-бек стал наибам Татева. Панахали-хан некоторое время находился на яйлаге Зангезурского феодала Кара Муртуза-бека, где, собрав отряд своих приверженцев, стал совершать набеги на такие крупные города, как Гянджа, Нахчыван, Шеки.Панахали-хан даровал Муртуза-бекам в собственность мюльки с проживавшими на Али-Кули-Кенди крестьянами-райятами. После кончины Кара Муртуза-бека (?—1777), наибам стал его старший сын Али-Мухаммед-султан Дунбили.
За отличное мужество и храбрость в делах с хойскими Погос-бек стал наибам Татева.
Последние наибы Татева — Орбеляны.
Магал ликвидирован в 1840 году и преобразован в российскую провинцию. На основе царской реформы «Учреждение для управления Закавказским краем» от 10 апреля 1840 года в составе Каспийской области был образован Шушинский, а 1867 год — Зангезурский уезды.

## Наибы
| Титул | Имя                         | Начало замещения должности | Конец замещения должности |
| ----- | --------------------------- | -------------------------- | ------------------------- |
| Наиб  | Муртуза-бек Дунбули         | 1747                       | 1777                      |
| Наиб  | Али-Мухаммед-султан Дунбили | 1777                       | 1789                      |
| Naib  | Мелик Погос-бек Орбели      | 1789                       | 1822                      |

## Экономика
Жители армянского села Хндзореск Татевского магала в ханскую казну платили: сальяна — 100 четвертей
пшеницы; в счет царской дани — 257 червонцев; малджахат — 500 четвертей пшеницы и 200 чувалов
ячменя; калантарлыг — 500 рублей ханскими деньгами и 50 четвертей пшеницы; отаг харджи — 80
червонцев и 100 четвертей пшеницы; баш харджи — 1000 рублей ханскими деньгами; дров — 200 вьюков; шора пулу — 200 рублей ханскими деньгами; байрамлыг — 100 рублей ханскими деньгами; вместо подков — 50 рублей ханскими деньгами; мирзаяна — 80 рублей ханскими деньгами и 8 четвертей пшеницы; шербетчи пулу — 70 рублей ханскими деньгами и 7 четвертей пшеницы; чувал пулу (взамен тагвилани) и гуллуги −350 рублей ханскими деньгами; соли — 100 батманов, килимов — 3, мешков — 3 пары, ниток шерстяных — 1 батман, кафтанов −3. Помимо внесения натуральной и денежной ренты, село было обязано 20-ю плугами в течение 2-х дней вспахивать ханские земли, засевать поля и убирать урожай, предоставлять 4 пеших для охраны ханского табуна, доставлять к месту назначения малджахат, с каждой свадьбы давать 5-10 рублей ханскими деньгами.

## Население
Население магала, состоящее из армян, азербайджанцев и курдов, в большей части было оседлое, в меньшей — полукочевое (часть азербайджанцев и курды), занималось земледелием, садоводством, шелководством, скотоводством, разработкой медных руд и различными промыслами.
Жители сел Гору, Горунзер, Гедиме, Татев, Газанчы в свободное от полевых работ время производили шерстяную нить, шелковые и хлопчатобумажные ткани, шаровары, ковры. В сельской местности работали также медники, кожевники, гончары.